# Psilorhynchus gokkyi
Psilorhynchus gokkyi är en fiskart som beskrevs av Conway och Ralf Britz 2010. Psilorhynchus gokkyi ingår i släktet Psilorhynchus och familjen Psilorhynchidae. IUCN kategoriserar arten globalt som otillräckligt studerad. Inga underarter finns listade i Catalogue of Life.